# 名鉄チキ10形貨車
名鉄チキ10形貨車（めいてつチキ10がたかしゃ）とは、名古屋鉄道（名鉄）で運用されている貨車（長物車）である。レール輸送に運用されている。

## 概要
1993年（平成5年）、日本国有鉄道清算事業団より海上コンテナ輸送用コンテナ車コキ1000形を譲り受け、新川工場で改造。レール輸送用の長物車とした車両である。4両（チキ11 - チキ14） が在籍している。
レール吊り上げ用クレーンが、チキ11とチキ14には1台、チキ12とチキ13には2台設置されている。基本的には4両（チキ11 - チキ14）で編成を組み、両端がチキ11・チキ14、中間がチキ12・チキ13である。塗装はEL120形より前の名鉄の電気機関車と同じ青色（メイテツブルー）である。2015年（平成27年）にEL120形の導入に合わせて、総括制御用のジャンパ線を設置する改造が行われた。
普段は大江駅に常駐している。